# Seznam představitelů městské části Brno-Chrlice
Seznam představitelů městské části Brno-Chrlice.

## Starostové po roce 1989
| Ve funkci                   | Jméno                     | Strana                                |
| 1990 – 1994                 |                           |                                       |
| 1994 – 1998                 |                           |                                       |
| 1998 – 2002                 |                           |                                       |
| 2002 – 2006                 |                           |                                       |
| 6. 11. 2006 – 15. 11. 2010  | ing. Vladimír Kučera      | Sdružení nezávislých kandidátů Chrlic |
| 15. 11. 2010 – 31. 10. 2011 | Ing. Petr Mandelík, Ph.D. | BEZPP za Pro rozvoj Chrlic            |
| 31. 10. 2011 – 10. 11. 2014 | Bc. Ivana Telecká         | BEZPP za Pro rozvoj Chrlic            |
| 10. 11. 2014 – 19. 11. 2018 | Ing. Bc. Lukáš Fila       | ANO 2011                              |
| 19. 11. 2018 – úřadující    | Ing. Bc. Lukáš Fila       | ANO 2011                              |